# Jun Hamamura
Pour les articles homonymes, voir Hamamura.
Jun Hamamura (浜村純, Hamamura Jun), né le 7 février 1906 et mort le 21 juin 1995, est un acteur japonais.

## Biographie
Jun Hamamura paraît dans plus de 170 films entre 1938 et 1995.

## Filmographie partielle
- 1938 : Bokujō monogatari (牧場物語?) de Sotoji Kimura
- 1955 : Les Loups (狼, Okami?) de Kaneto Shindo : Harashima
- 1956 : L'Homme à abattre (狙われた男, Nerawareta otoko?) de Kō Nakahira
- 1956 : Ai wa furu hoshi no kanata ni (愛は降る星のかなたに?) de Buichi Saitō : Sugiura
- 1956 : La Harpe de Birmanie (ビルマの竪琴, Biruma no tategoto?) de Kon Ichikawa : Ito
- 1957 : Joshiryōsai (女子寮祭?) de Buichi Saitō
- 1957 : Qui est le véritable assassin ? (殺したのは誰だ, Koroshita no wa dare da?) de Kō Nakahira
- 1957 : Byakuya no yōjo (白夜の妖女?) d'Eisuke Takizawa : le criminel
- 1957 : Le Trou (穴, Ana?) de Kon Ichikawa : le chauffeur de taxi
- 1957 : Tentations (誘惑, Yūwaku?) de Kō Nakahira
- 1957 : La Femme nue et le Pistolet (裸女と拳銃, Rajo to kenjū?) de Seijun Suzuki
- 1958 : Les Tambours de la nuit (夜の鼓, Yoru no tsuzumi?) de Tadashi Imai
- 1958 : Le Pavillon d'or (炎上, Enjō?) de Kon Ichikawa : le père de Goichi
- 1958 : The Temptress and the Monk (en) (白夜の妖女, Byakuya no yōjo?) de Eisuke Takizawa
- 1959 : Le Cours du jeune fleuve (若い川の流れ, Wakai kawa no nagare?) de Tomotaka Tasaka : chômeur
- 1959 : Dai san no shikaku (第三の死角?) de Koreyoshi Kurahara : Sugiyama
- 1959 : L'Étrange Obsession (鍵, Kagi?) de Kon Ichikawa : docteur Soma
- 1959 : La femme qui vient du fond de l'océan (海底から来た女, Kaitei kara kita onna?) de Koreyoshi Kurahara : Fujisaku
- 1959 : Mon deuxième frère (にあんちゃん, Nianchan?) de Kon Ichikawa
- 1959 : Feux dans la plaine (野火, Nobi?) de Kon Ichikawa
- 1960 : Tendre et folle adolescence (おとうと, Otōto?) de Kon Ichikawa : le docteur
- 1960 : Contes cruels de la jeunesse (青春残酷物語, Seishun zankoku monogatari?) de Nagisa Ōshima : Masahiro
- 1960 : L’Enterrement du soleil (太陽の墓場, Taiyō no hakaba?) de Nagisa Ōshima : Goro Murata
- 1961 : Vivre pour l'amour (恋にいのちを, Koi ni inochi o?) de Yasuzō Masumura : Juzo
- 1961 : La Fin d'une douce nuit (甘い夜の果て, Amai yoru no hate?) de Yoshishige Yoshida : Kenkichi Mishima
- 1961 : Lui et moi (あいつと私, Aitsu to watashi?) de Kō Nakahira : le professor Takano
- 1961 : Le Piège (飼育, Shiiku?) de Nagisa Ōshima : fermier employé par Kazumasa
- 1962 : J'ai deux ans (私は二歳, Watashi wa nisai?) de Kon Ichikawa : docteur
- 1963 : La Vengeance d'un acteur (雪之丞変化, Yukinojō henge?) de Kon Ichikawa : Isshosai
- 1963 : Une jeune fille à la dérive (非行少女, Hiko shōjo?) de Kirio Urayama : Kita, le père de Wakae
- 1963 : La Mer étincelante (光る海, Hikaru umi?) de Kō Nakahira : le professeur Watabe
- 1964 : Le Requin (鮫, Same?) de Tomotaka Tasaka : le père
- 1965 : Gamera (大怪獣ガメラ, Daikaijū Gamera?) de Noriaki Yuasa : professeur Murase
- 1966 : La Légende de Zatoïchi : La Vengeance (座頭市の歌が聞える, Zatōichi no uta ga kikoeru?) Tokuzō Tanaka
- 1966 : Le Pornographe (Introduction à l'anthropologie) (エロ事師たちより 人類学入門, Erogotachi yori jinruigaku nyumon?) de Shōhei Imamura
- 1966 : Élégie de la violence (けんかえれじい, Kenka erejii?) de Seijun Suzuki
- 1967 : Rébellion (上位討ち 拝領妻始末, Jōi uchi Hairyō Tsuma Shimatsu?) de Masaki Kobayashi : Hyoemon Shiomi
- 1968 : Profonds désirs des dieux (神々の深き欲望, Kamigami no fukaki yokubo?) de Shōhei Imamura
- 1968 : Yokai Monsters: One Hundred Monsters (妖怪百物語, Yōkai hyaku monogatari?) de Kimiyoshi Yasuda : Gohei
- 1969 : Double suicide à Amijima (心中天網島, Shinjū: Ten no amijima?) de Masahiro Shinoda
- 1970 : Les Aventures de Buraikan (無頼漢, Buraikan?) de Masahiro Shinoda : Kanoke-boshi
- 1973 : Le Temps de la mémoire (青幻記 遠い日の母は美しく, Seigenki: Tōi hi no haha wa utsukushiku?) de Tōichirō Narushima[3]
- 1974 : Himiko (卑弥呼?) de Masahiro Shinoda : le narrateur
- 1974 : Debout les damnés de la terre (襤褸の旗, Ranru no hata?) de Kōzaburō Yoshimura
- 1974 : La Fin du monde d'après Nostradamus (ノストラダムスの大予言 Catastrophe-1999, Nosutoradamusu no daiyogen?) de Toshio Masuda
- 1975 : La Porte de la jeunesse (青春の門, Seishun no mon?) de Kirio Urayama
- 1977 : Orin la proscrite (はなれ瞽女おりん, Hanare goze Orin?) de Masahiro Shinoda : Saito
- 1979 : L'Étang du démon (夜叉ケ池, Yashagaike?) de Masahiro Shinoda
- 1980 : L'Ancienne Capitale (古都, Koto?) de Kon Ichikawa
- 1981 : Samurai Reincarnation (魔界転生, Makai tenshō?) de Kinji Fukasaku
- 1983 : Les Quatre Sœurs Makioka (細雪, Sasame-yuki?) de Kon Ichikawa : Otokichi
- 1984 : Ohan (おはん, Ohan?) de Kon Ichikawa : le menuisier
- 1986 : Gonza le lancier (近松門左衛門 鑓の権三, Yari no Gonza?) de Masahiro Shinoda
- 1987 : L'Actrice (映画女優, Eiga joyū?) de Kon Ichikawa : agent de sécurité
- 1987 : La Princesse de la Lune (竹取物語, Taketori monogatari?) de Kon Ichikawa
- 1991 : Musuko (息子?) de Yōji Yamada : vieil homme à la campagne
- 1992 : Histoire singulière à l'est du fleuve (濹東綺譚, Bokutō kidan?) de Kaneto Shindō
- 1996 : L'Homme qui dort (眠る男, Nemuru otoko?) de Kōhei Oguri : vieil homme à la poste